# Aranzadiella leizaolai
Aranzadiella leizaolai es un coleóptero troglobio o cavernícola. Es la única especie del género Aranzadiella, en la familia Leiodidae. Fue descrita por Francesc Español en 1972. Es un endemismo con un área de distribución restringida a la sima Kobeta y el macizo kárstico de Izarraitz en Guipúzcoa.